# Григорівка (Куп'янський район)
Григорі́вка — село в Україні, у Великобурлуцькій селищній громаді Куп'янського району Харківської області. Населення становить 530 осіб. До 2020 орган місцевого самоврядування — Григорівська сільська рада (створена в 1963 році), до складу якої входило три населених пункти: с. Григорівка, с. Амбарне та с. Соніне (кол. с. Комсомольське).

## Географія
Село Григорівка знаходиться на правому березі річки Верхня Дворічна, біля балки Осіянівський Яр, нижче за течією примикає село Обухівка. Частина села раніше називалася Овсіянівка.

## Історія
12 червня 2020 року, відповідно до розпорядження Кабінету Міністрів України № 725-р «Про визначення адміністративних центрів та затвердження територій територіальних громад Харківської області», увійшло до складу Великобурлуцької селищної громади.
19 липня 2020 року, в результаті адміністративно-територіальної реформи та ліквідації Великобурлуцького району, село увійшло до складу Куп'янського району Харківської області.
24 лютого 2022 року почалася російська окупація села.
11 вересня 2022 року Збройні Сил України в ході Харківської контрнаступальної операції звільнили від російських окупантів населені пункти Великобурлуцької селищної територіальної громади.

## Відомі люди
Уродженцем села є Кисельов Іван Герасимович (1923—1945) — Герой Радянського Союзу.